# Серебринський Володимир Олександрович
Володи́мир Олекса́ндрович Серебри́нський (1967—2014) — солдат Збройних сил України, учасник російсько-української війни.

## Короткий життєпис
Народився 1967 року в смт Дергачі Харківської області. Закінчив ЗОШ, Каховське ПТУ. Строкову службу проходив протягом 1986—1988 років у Казахській РСР. Після звільнення у запас працював у колгоспі «Серп і Молот», водій. У Новопавлівці одружився, подружжя виховало сина.
В часі війни мобілізований Каланчацьким райвійськкоматом. Номер обслуги гранатометного відділення, протитанковий взвод, 93-та окрема механізована бригада.
13 вересня 2014-го загинув у бою біля села Красний Партизан, Ясинуватський район. Тоді ж загинув молодший сержант Драган Олексій.
Похований в селі Новопавлівка, Каланчацький район.
Без Володимира лишилася дружина Людмила Василівна і син.

## Нагороди та вшанування
За особисту мужність і героїзм, виявлені у захисті державного суверенітету та територіальної цілісності України, вірність військовій присязі під час російсько-української війни, відзначений — нагороджений
- 13 серпня 2015 року — орденом «За мужність» III ступеня (посмертно).
- в школі, яку закінчив Володимир, встановлено пам'ятну дошку на його пошанування[1]
- Його портрет розміщений на меморіалі «Стіна пам'яті полеглих за Україну» у Києві: секція 4, ряд 5, місце 17
- Вшановується в меморіальному комплексі «Зала пам'яті», в щоденному ранковому церемоніалі 13 вересня[2]